# بوغنو
بوغنو هي كومونا في مقاطعة نوفارا في المنطقة الإيطالية بيدمونت ، وتقع على بعد حوالي 100 كيلومتر (62 ميل) شمال شرق تورين وحوالي 35 كيلومترًا (22 ميلًا) شمال غرب نوفارا.
تقع بوغنو على حدود البلديات التالية: جوزانو ، مادونا ديل ساسو ، سان موريزيو دي أوباجليو ، سوريسو ، فالدوجيا .